# Croton neblinae
Espèce
Croton neblinae est une espèce de plantes à fleurs du genre Croton et de la famille des Euphorbiaceae présente au Venezuela (Amazonas : Sierra de la Neblina).